# Israelsdorf

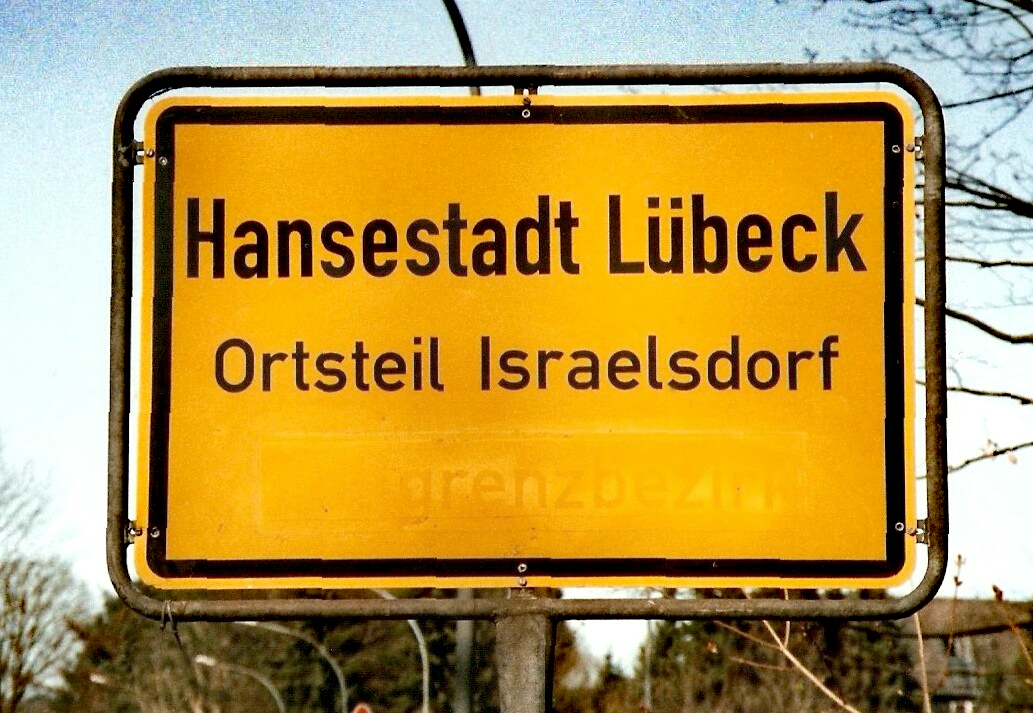
Ortsschild, schwach überpinselt: Zollgrenzbezirk

Israelsdorf gehört zusammen mit den benachbarten Siedlungen Karlshof und Gothmund zum Lübecker Stadtteil Lübeck-St. Gertrud. Es liegt im Nordosten des Stadtgebietes unmittelbar vor dem Traveübergang in Richtung Travemünde.

## Geschichte

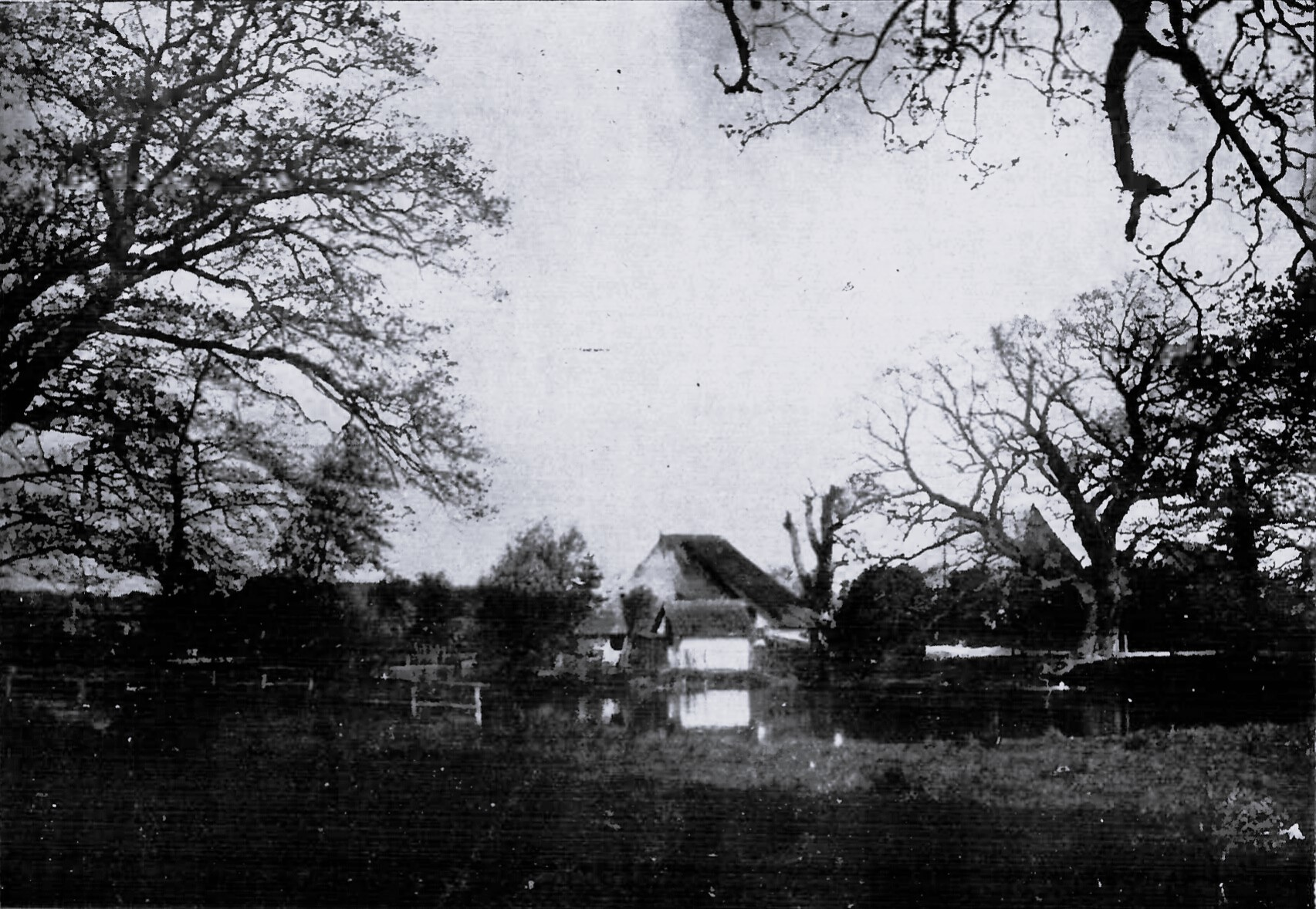
Blick auf den Hirtenteich (1926)

Das Dorf Israelsdorf wird schon 1227 erwähnt, damals besaß die Witwe Esicus Albus einen Teil desselben. Der Name ergibt sich nicht aus dem Volk oder dem Land Israel, sondern ist eine Weiterentwicklung der mittelalterlichen Bezeichnung Yrsahelestorp (althochdeutsch yrsa „irren, verirren“; helen „heimlich“). Dieser Name findet sich bereits in der Chronik des Lübecker Franziskaners Detmar aus dem Jahr 1385. Dies passt gut zu der damaligen abseitigen Lage weit außerhalb der Lübecker Stadtmauern inmitten eines Waldes. Bruno Warendorp wird 1354 als alleiniger Grundbesitzer von Israelsdorf genannt. Das Gut wechselte mehrmals den Besitzer, bis es 1513 an die Stadt Lübeck fiel. Im Lübecker Kämmereibuch (1316–1338) als israhelestorpe mit 16 Häusern aufgeführt. Noch heute wird der Ortsname im Gegensatz zum Staatsnamen Israel auf der dritten Silbe betont: Israelsdorf.
Trotz der ur-deutschen Herkunft des Namens wurde die Siedlung in der Zeit der nationalsozialistischen Herrschaft in Walddorf umbenannt (1933–1945). Die von Lübeck dorthin führende Israelsdorfer Allee wurde in Travemünder Allee umbenannt und trägt diesen Namen bis heute.

### Die Vererbpachtung von 1780/1781
In dem topografischen Werk Die freie und Hansestadt Lübeck aus dem Jahr 1890 sind Angaben gegeben über Israelsdorf und die Geschichte des Dorfes, dessen der Stadt gehörige Feldmark schließlich 1781 in Erbpacht gelegt wurde. Dem Protocollum derer Memorialien und Votorum der vier großen und sämbtlichen zugehörigen Ämbtern lässt sich entnehmen, dass auf dem Schuster-Amtshause am 4. August 1780 das Votum in pto. des Guths Israelstorff einer Liquidation gefasst wurde.
Die Lübeckischen Anzeigen berichteten am 19. August, dass für jeden Scheffel Acker-, Garten-, Wiesen- und Waldgrundes 3 Lübische Mark festgesetzt worden waren und der 2. Oktober als Liquidationstermin beschlossen wurde.
Am 28. September verwarfen die bürgerlichen Kollegien und Ämter diesen Beschluss und votierten stattdessen für eine einjährige Zeit – und somit gegen die Erbpacht des Gutes.
Am 29. Juni 1781 teilte der Senat mit, wie hochderselbe die geschehene resp. Erb- und Zeit-Pacht des Guths Israelsdorf und zugehörigen Grundstücke genehmige und die Vererbpachtung war vollzogen.
Es waren viele auswärtige Ortschaften, in denen nach der Bekanntmachung in den Lübeckischen Anzeigen vom 9. September 1780 die Verpachtungsbedingungen ausgelegt waren. Schleswig, Rostock und Güstrow seien hier nur als die fernstgelegenen Städte darunter erwähnt.
Aus der Besonderheit der damit verbundenen Schankerlaubnis für Kaffee entwickelte sich in den nachfolgenden Jahrzehnten ein einträgliches Geschäft in Form von Ausflugslokalen, wie die Israelsdorfer Forsthalle, die Israelsdorf bei den Lübeckern zu einem beliebten Naherholungsgebiet der Städter machte.

### Lustholz
In den Jahren 1763 bis 1765 wurde der Wald nordöstlich von Israelsdorf vom Lübecker Obergerichtsprokurator Laban auf eigene Kosten für Erholungszwecke erschlossen. In der Folge entstand die markante sternförmige Anlage mit acht kreisförmigen Promenadenwegen und einem zentralen Rondell in Verlängerung des heutigen Hasselbruchweges. Nach Nordosten führte ein Weg in das heute nicht mehr vorhandene Gehölz Fischerhorst an der Trave. Wegbegleitende Hecken, Sitzgelegenheiten und kleine Schutzhütten rundeten die Anlage ab. Diese Anlage wurde von den Lübeckern nicht angenommen und verfiel noch zu Lebzeiten Labans.
Nach heutigem Kenntnisstand war das Lustholz in Israelsdorf der erste gezielt angelegte Erholungswald in Lübeck.

### Katharinenwiese

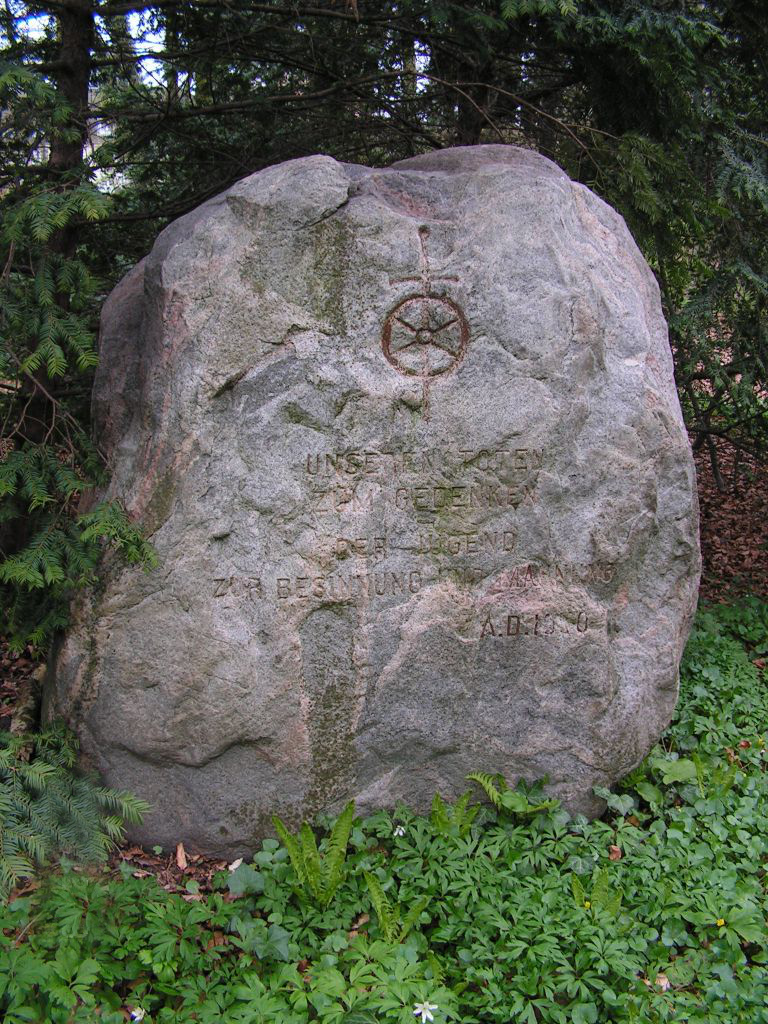
Gedenkstein Katharineum

Am südlichen Rand Israelsdorfs (direkt an der B 75) befindet sich die Katharinenwiese. Sie diente in den
Jahren 1920 bis 1970 als Veranstaltungsort für die alljährlichen Schulfeste des Katharineums. Höhepunkt dieser Veranstaltung war der legendäre Primaner-Fünfkampf.
Ein Gedenkstein für die Opfer des Krieges befand sich ursprünglich auf der Katharineumswiese. Da diese mit zunehmender Zeit in den Augen der Katharineer jedoch keinen würdigen Rahmen hierfür bot, verhandelte man mit der Friedhofsverwaltung und setzte ihn mit deren Genehmigung auf den Lübecker Ehrenfriedhof um.
Dort befindet sich nun dieser Gedenkstein des Katharineums in etwas versteckter Lage.
Eine Herkunftsbezeichnung fehlt; das Symbol der Schule (Schwert und Rad) ist jedoch
eindeutig zu identifizieren. Die Inschrift lautet:

„Unseren Toten / zum Gedenken / der Jugend / zur Besinnung und Mahnung / A.D. 1950“

Die Wiese wird heute als gut besuchter Waldspielplatz von der Stadt Lübeck betrieben. Im Jahr 2000 führte der Verein Kinderschutz-Zentrum Lübeck mit Hilfe von Sponsorengeldern eine umfassende Neugestaltung durch.

### Israelsdorfer Eiche

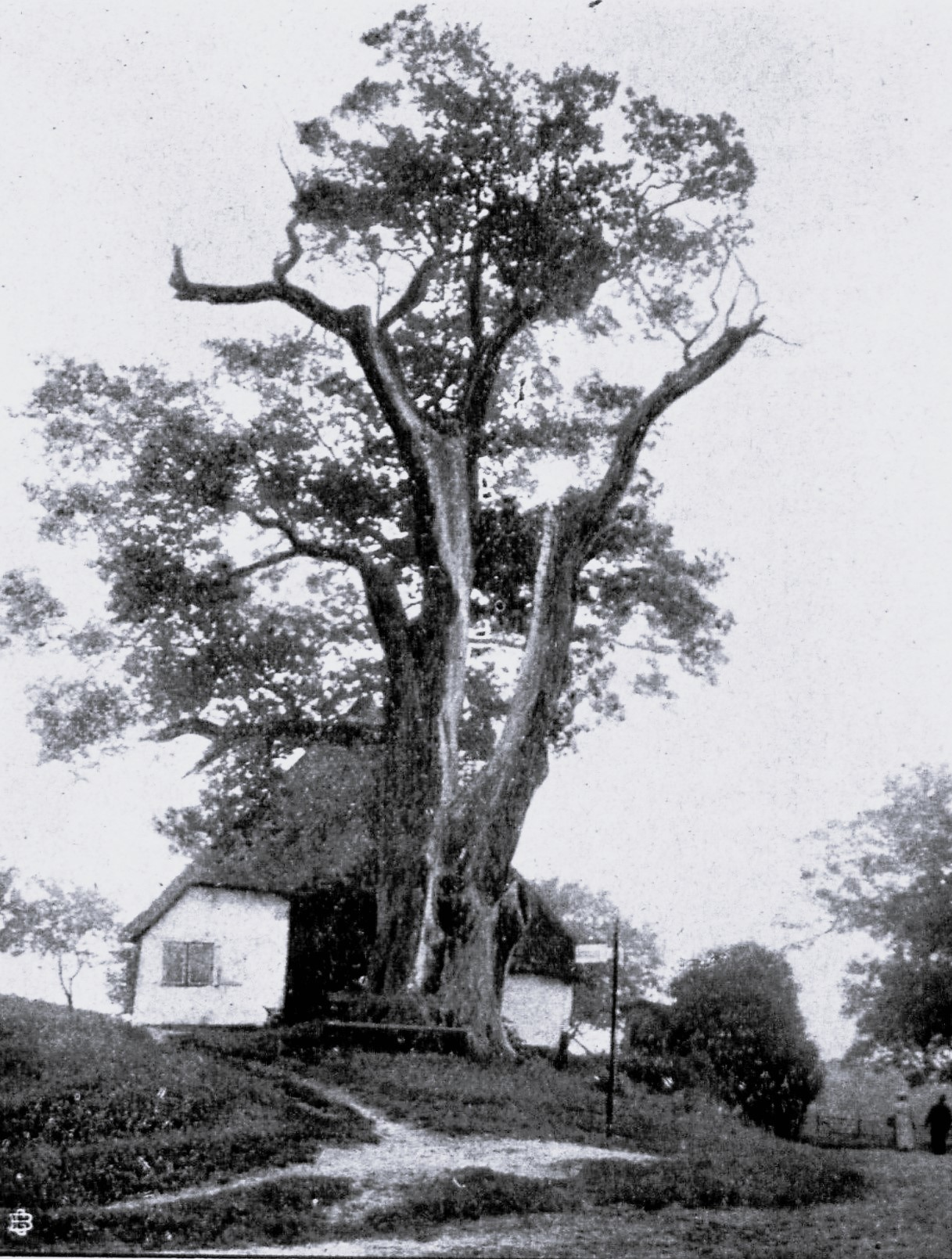
Eiche nach Blitzschlag (1907)

Einstiges Wahrzeichen am Gothmunder Weg zu Israelsdorf. Sie war weit über die Grenzen des Dorfes hinaus bekannt und etwa so alt wie die damals noch benachbarte Freie und Hansestadt Lübeck. Sie wurde am 9. August 1932 gefällt.

### Militärhistorische Episode
Mit der Einsetzung des Lübecker Militär-Departements zum 1. April 1834 wurde auch die Unterbringung der Lübecker Soldaten neu organisiert. Eine Besonderheit erfuhr dabei die Kavallerie: sie wurde ab dem 1. Oktober 1835 auf dem Gutshof von Israelsdorf untergebracht. Es wurde sogar eine Reitbahn und ein Exerzierplatz angelegt. Für den Bau einer festen Kaserne fehlte der Stadt allerdings das Geld. Im Jahre 1848 beschloss die Bundesversammlung eine Neuorganisation des Bundesheeres; das Lübecker Kontingent musste danach keine Kavallerie mehr stellen. Die kleine Kavallerie-Abteilung in Israelsdorf mit einem Wachtmeister und 14 Reitern wurde jedoch noch bis 1852 als Landdragoner (d. h. Ausübung von Polizeiaufgaben) dort belassen. Nach 17 Jahren endete damit die Funktion Israelsdorfs als Militärstandort.

## Gegenwart

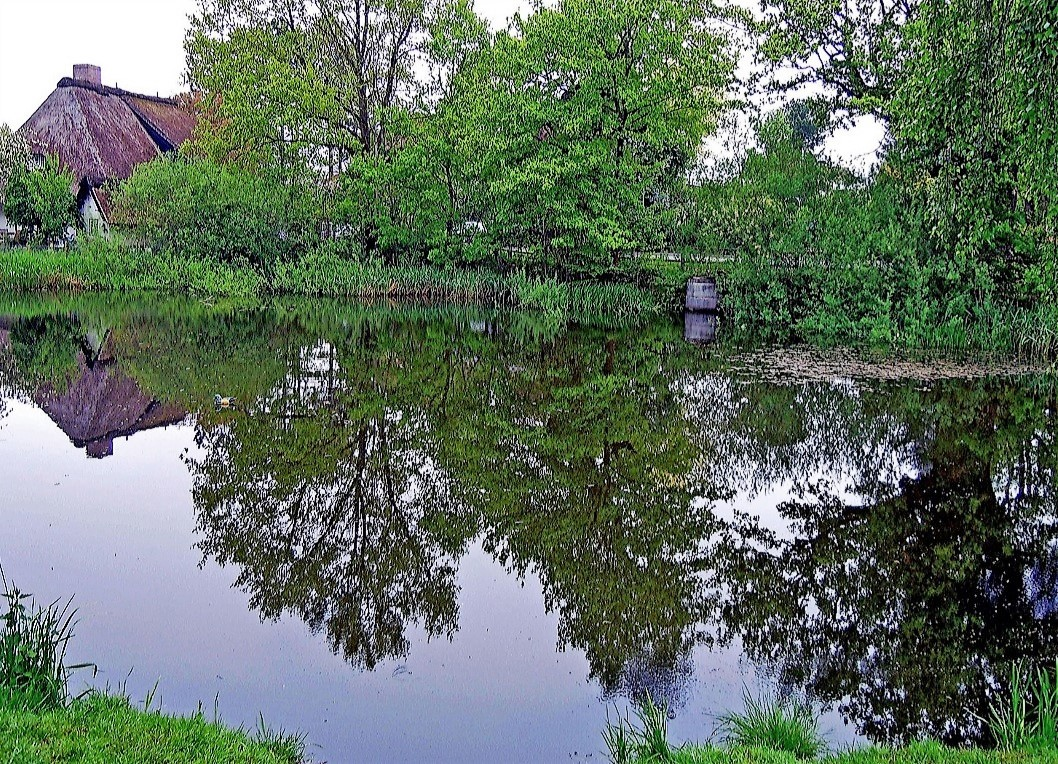
Dorfteich

Das lange beliebteste Ausflugsziel der Lübecker befindet sich in den 1960er Jahren im Wandel. Der 1950 von der Dompteurin Lotte Walther gegründete Tierpark war zwar für viele, vor allem Kinder, eine Attraktion, stand aber wegen der für Raubtiere nur beengt möglichen Unterbringung bis zu seiner Schließung Ende Oktober 2010 in der Kritik.
Die Siedlung wurde in den 1960er und 1970er Jahren stark mit Einfamilienhäusern bebaut.
Wer ein Auto hatte fuhr nun an Israelsdorf vorbei Richtung Lübecker Bucht. Der Lindenhof schloss bereits 1961, das seit 83 Jahren der Familie Muuß gehörende Ausflugslokal Ende 1968 und 1971 die Israelsdorfer Forsthalle.
Der historische Gebäudeteil des Ausflugslokals Twiehaus wurde im Juni 2013 abgerissen. Seitdem existiert nur noch das Waldhotel Twiehaus.

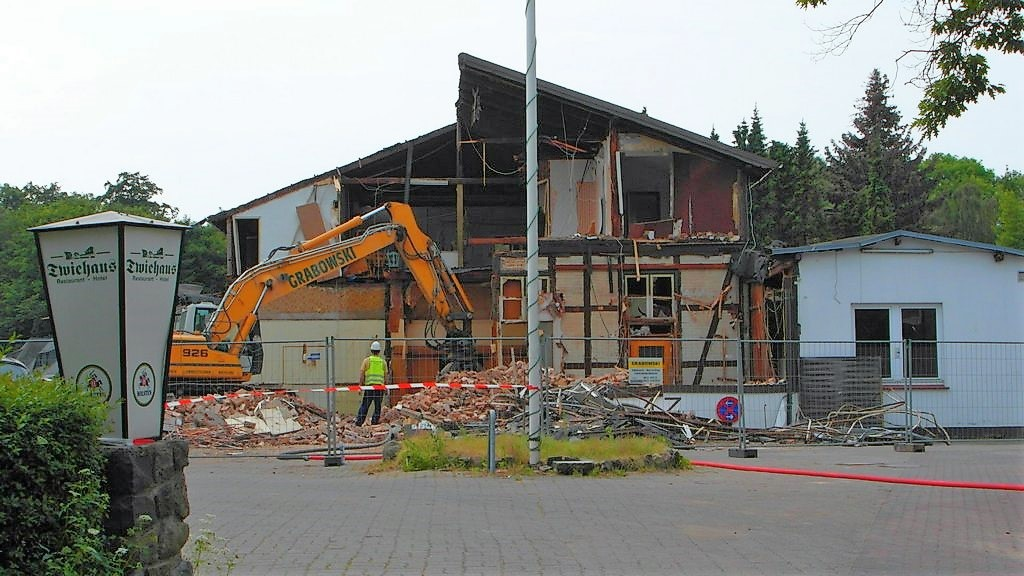
Gaststätte Twiehaus: Abriss des historischen Gebäudes im Juni 2013
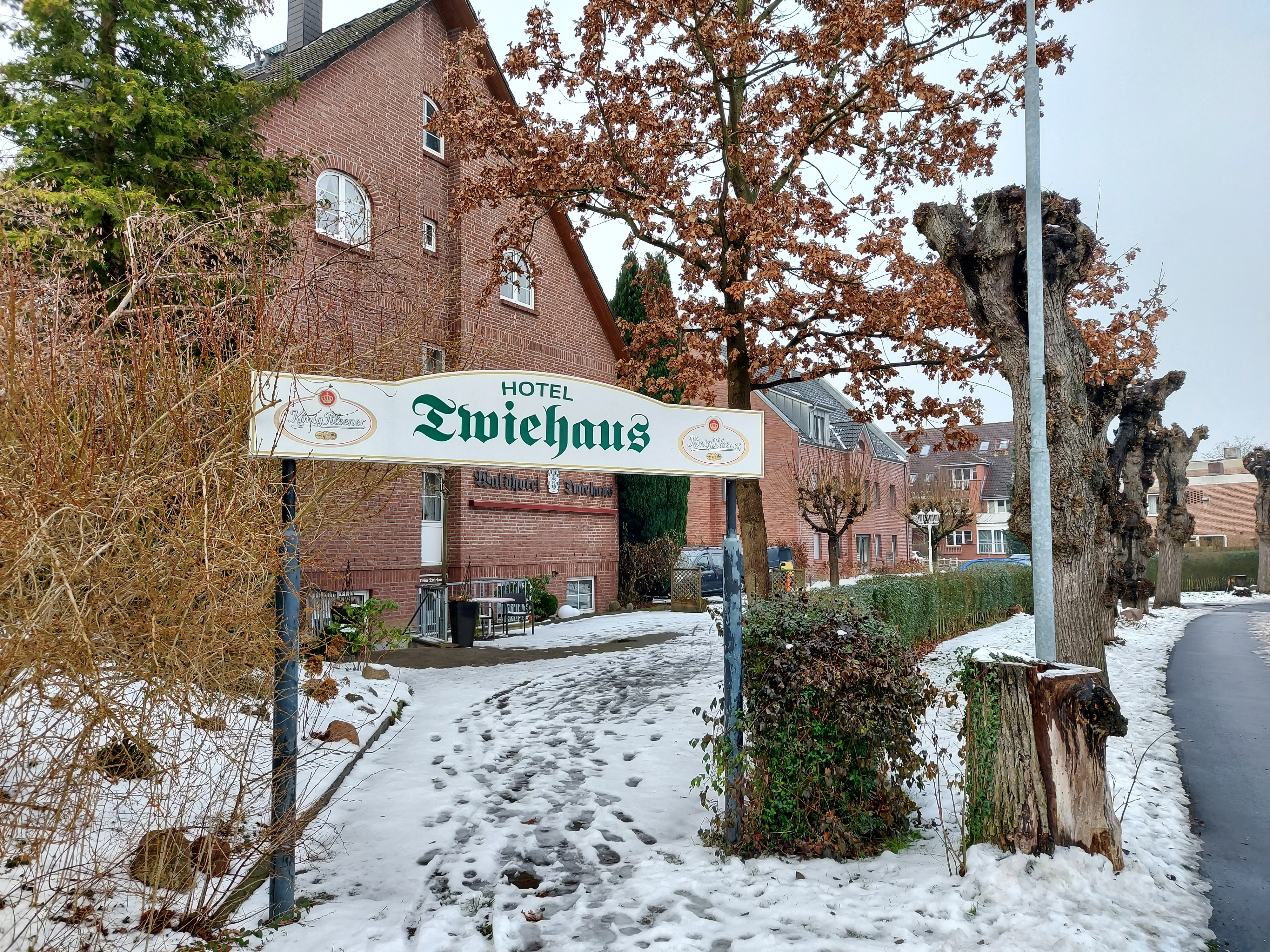
Waldhotel Twiehaus; im Hintergrund neue Reihenhäuser auf dem Grundstück der Gaststätte (2021)
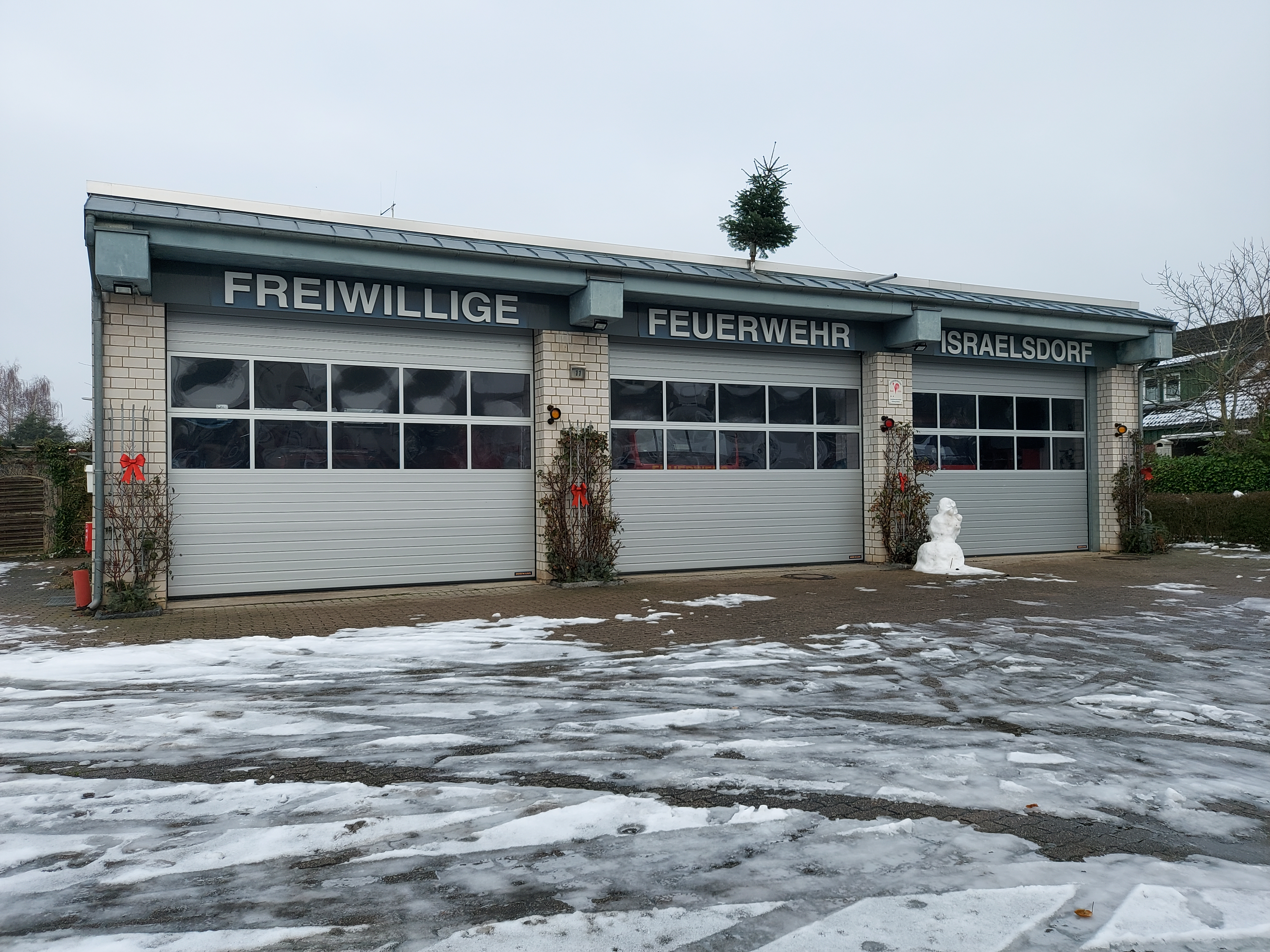
Freiwillige Feuerwehr

## Verkehr
Über sieben Haltestellen entlang der Waldstraße, dem Eichenweg sowie dem Gothmunder Weg ist Israelsdorf an das Busnetz des Stadtverkehr Lübeck angebunden. Südöstlich wird der Ort von der Bundesstraße 75 begrenzt. Dort bestehen über die Bushaltestellen Israelsdorf und Kreuzwegbrücke außerdem Verbindungen nach Kücknitz sowie Travemünde. Darüber hinaus beginnt an der B75-Anschlussstelle Lübeck-Israelsdorf die Bundesstraße 104 in Richtung Mecklenburg-Vorpommern.

## Kirche

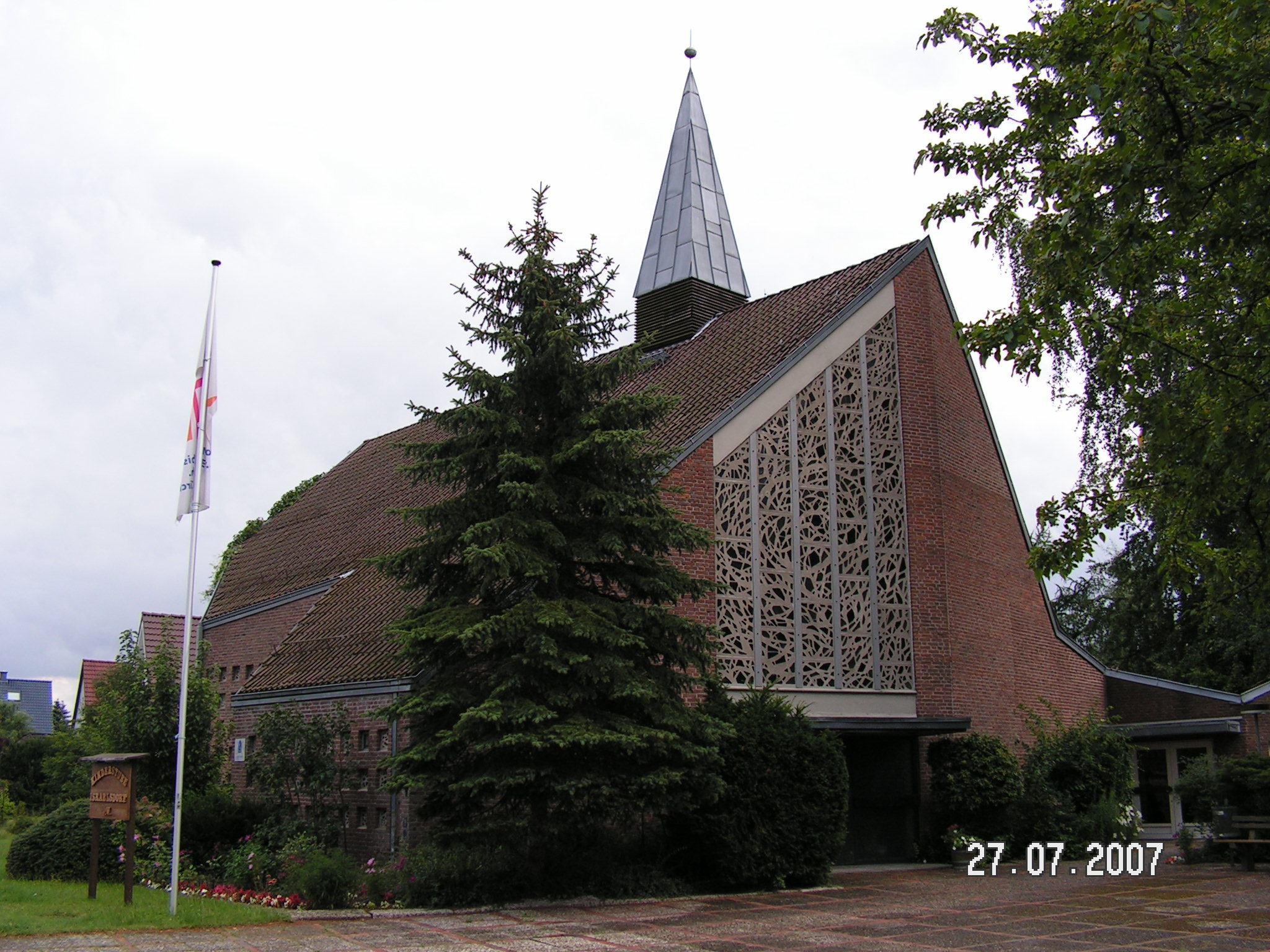
Dietrich-Bonhoeffer-Kapelle in Israelsdorf, Wilhelm-Wisser-Weg

Zu Israelsdorf gehört die evangelisch-lutherische Dietrich-Bonhoeffer-Kapelle (geweiht 1966) im Wilhelm-Wisser-Weg, die organisatorisch der St.-Stephanus-Gemeinde in Lübeck-Karlshof zugeordnet ist.

## Schule
In der Waldstraße befindet sich eine Grundschule, die in jüngster Vergangenheit durch einen Neubau erweitert wurde. Diese Schule wird in Kooperation mit der Lauerholz-Schule in Lübeck-Karlshof geführt.

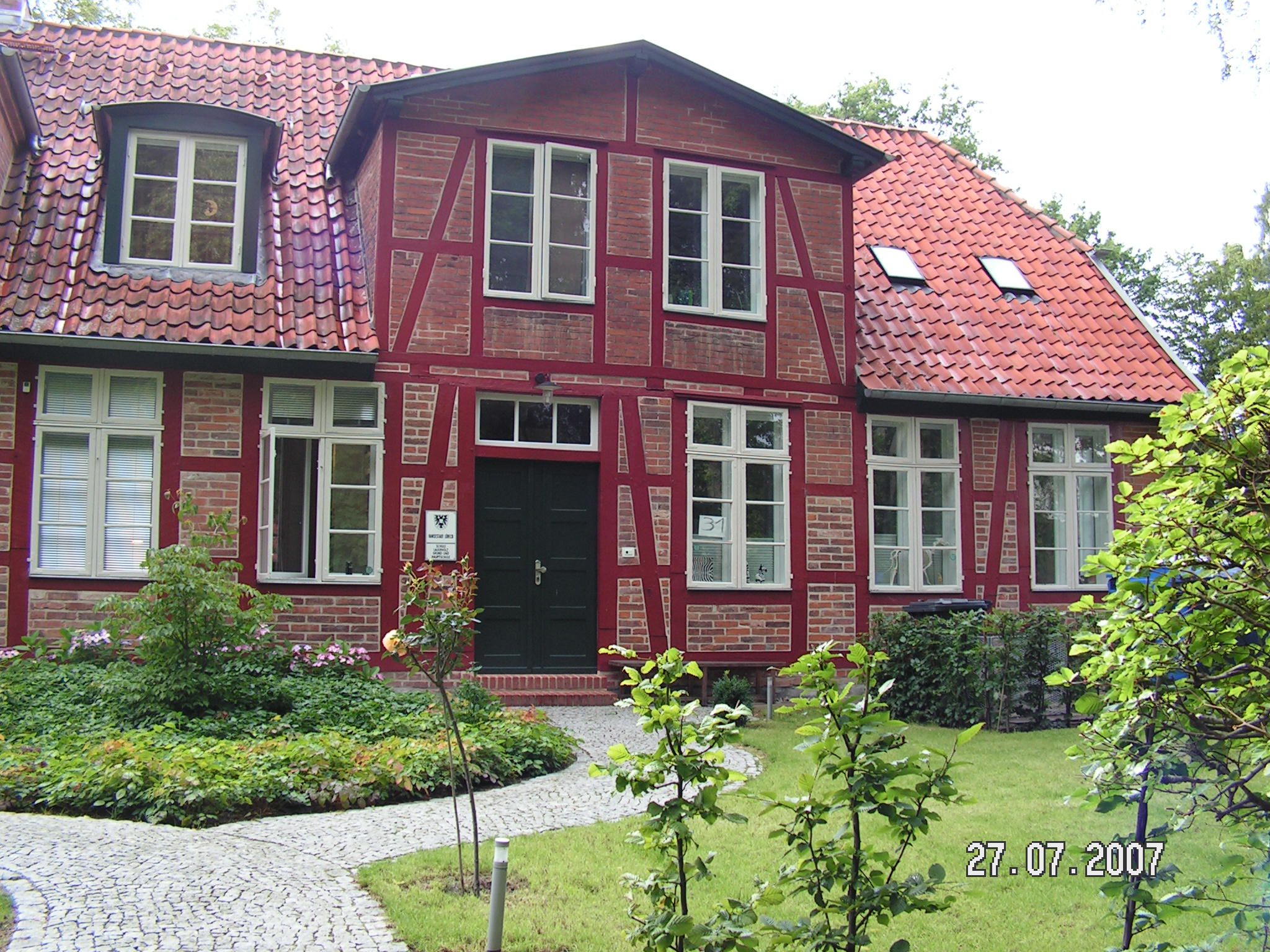
Altes Schulgebäude in der Waldstraße 31
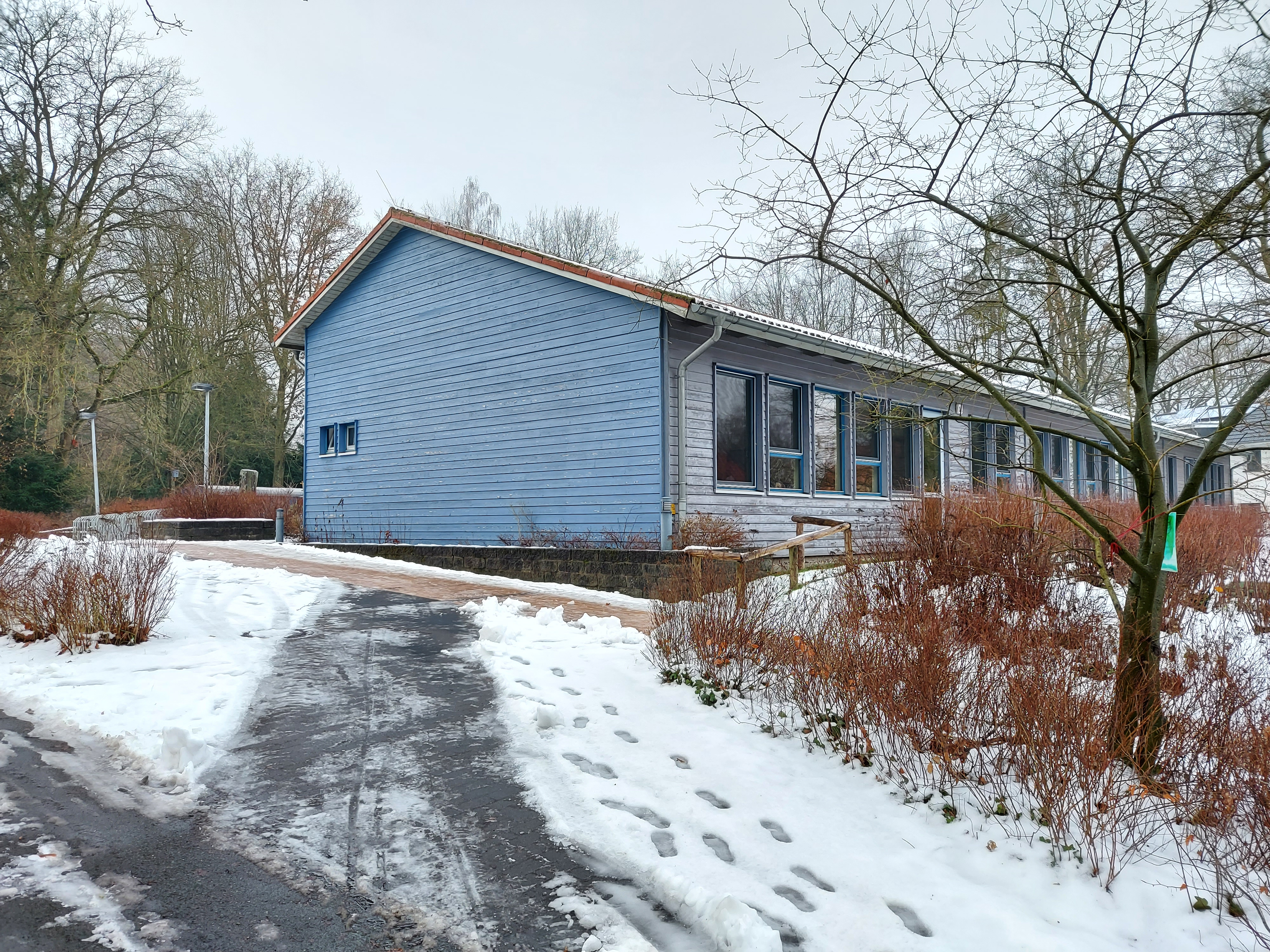
An das alte Schulgebäude angrenzender Neubau